# محوطه چله خانه
محوطه چله خانه مربوط به سده‌های میانی و متاخر دوران‌های تاریخی پس از اسلام است و در شهرستان ماهنشان، بخش انگوران، دهستان انگوران، روستای انگوران، ۱۰۰ متری شمال روستا واقع شده و این اثر در تاریخ ۲۵ آبان ۱۳۸۷ با شمارهٔ ثبت ۲۳۸۳۳ به‌عنوان یکی از آثار ملی ایران به ثبت رسیده است.